# Peruíbe
Peruíbe est une ville brésilienne de l'État de São Paulo. La région est réputée pour ses belles et vastes plages, son tourisme écologique et son tourisme rural. Sa population en 2022 était de 68 352 habitants. Sa superficie est de 326,216 km², ce qui donne une densité de population de 209,53 habitants par kilomètre carré.

## Station balnéaire
Peruíbe fait partie des 15 municipalités de l'État de São Paulo reconnues comme stations balnéaires, car elles répondent à certaines conditions préalables définies par la loi de l'État. Cette distinction assure un budget plus important de l’État pour la promotion du tourisme régional. En outre, la commune obtient le droit d'intégrer le titre de « station balnéaire » dans sa dénomination, tant dans les documents officiels communaux que dans les références étatiques.

## Liens externes

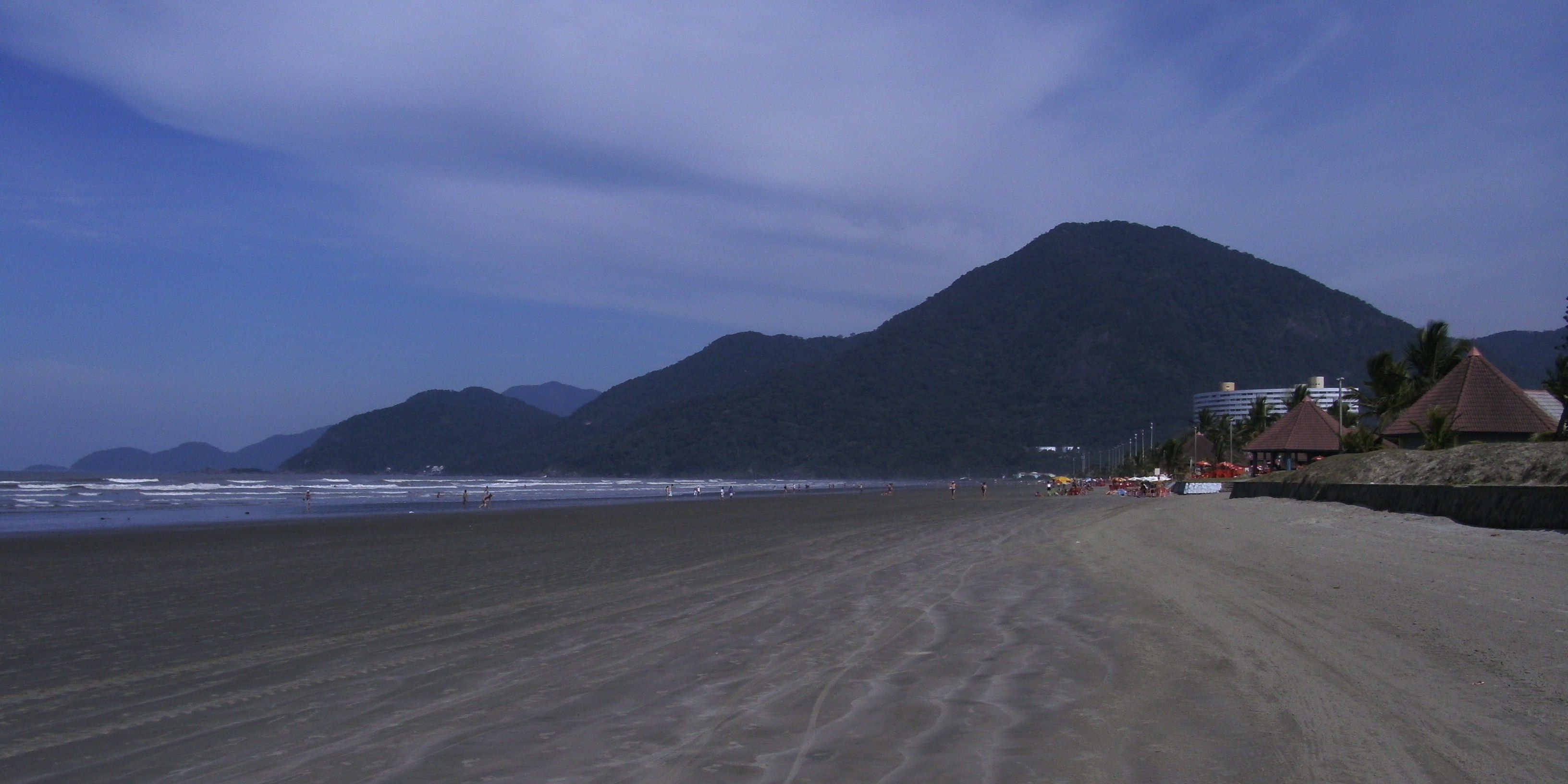
Panorama de Peruíbe